# بطة (ليبيا)
بطة هي قرية في الجبل الأخضر شرق ليبيا، تبعد إلى الشمال الشرقي من مدينة المرج بحوالي 34 كم.
كان اسمها «أوبردان» Oberdan ابان فترة الاحتلال الإيطالي. على اسم الوطني الإيطالي غوليلمو أوبردان [الإنجليزية].